# La Violencia
La Violencia – zbrojna konfrontacja Partii Liberalnej i Partii Konserwatywnej w Kolumbii trwająca od 1948 do 1958 roku. Walki zbrojne toczyły się głównie w wiejskich regionach kraju. Okres ten charakteryzował się skrajną przemocą polityczną, w tym morderstwami, napaściami, zniszczeniami własności prywatnej i terroryzmem. W tym czasie ścierały się ze sobą różne grupy walczące po obu stronach konfliktu m.in. „Los Chulavitas” pochodząca z departamentu Boyacá i „Pájaros” z Valle del Cauca.
Okres La Violencia rozpoczął się 9 kwietnia 1948 roku, kiedy to nastąpił zamach na Jorge Eliécer Gaitán, kandydata na prezydenta z ramienia Partii Liberalnej. Gaitán był najbardziej popularnym politykiem wśród Kolumbijczyków. Zbrodnia doprowadziła do trwających dziesięć godzin zamieszek bogotazo, w wyniku których zginęło około 5000 osób. Według niektórych autorów za początek La Violencia uznać należy rok 1947, kiedy to konserwatyści powrócili do rządu. Doprowadziło to do wzmożenia konfliktu na linii wieś-miasto. Politycy i policja zachęcała bowiem chłopów popierających Partię Konserwatywną do korzystania z gruntów rolnych sympatyków liberałów, sytuacja ta doprowadziła do wojny o kontrolę ziemi rolnej na terenie całego kraju.
Konflikt spowodował 200–300 tys. zgonów i przymusową migrację ponad dwóch milionów osób, czyli prawie jedną piątą ogółu ludności Kolumbii, która w tym czasie liczyła 11 mln mieszkańców.
Pod koniec konfliktu, na skutek amnestii, ponad dziesięć tysięcy partyzantów opuściło swoje oddziały. Dla wielu historyków wydarzenia trwały między 1947 a 1966 rokiem, dla innych przypadają one głównie na lata 1948–1958.

## Przebieg konfliktu
9 kwietnia 1948 roku na inauguracyjnym posiedzeniu Organizacji Państw Amerykańskich (OPA) w Bogocie zamordowany został Jorge Eliécer Gaitán. Gaitán był popularnym przywódcą Partii Liberalnej i jego śmierć doprowadziła do zamieszek w stolicy znanych jako bogotazo. Represje zaaranżowane przez rządzących konserwatystów, skupionych wokół prezydenta Laureano Gómeza, stopniowo zamieniły się w wojnę domową. Wybuch walk spowodował powstanie lewicowych, liberalnych i komunistycznych ruchów partyzanckich oraz milicji konserwatywnych. Głównym obszarem działania liberalnych ruchów partyzanckich były departamenty Cundinamarca (Bogota) i Tolima (Ibague).
W czerwcu 1953 roku w wyniku zamachu stanu władzę przejął generał Gustavo Rojas Pinilla. Pinilla dokonał zamachu pod pretekstem zatrzymania rozlewu krwi i stabilizacji chwiejnej demokracji. Przejęcie władzy przez wojsko doprowadziło stopniowo do znormalizowania sytuacji politycznej kraju, nie oznaczało to jednak całkowitego zakończenia walk. Do ich wznowienia doszło pod koniec tego samego roku. Pozostający neutralnym Pinilla ogłosił amnestię. Kompromis zaakceptowały odłamy liberalne partyzanckie, wielu bojowników a zwłaszcza radykalnych socjalistów odmówiło jednak rozbrojenia, ponownie przechodząc do podziemia, głównie w południowej części kraju. Ruch partyzancki wzmocniony został po udanej rewolucji kubańskiej z 1959 roku. Junta wojskowa wprowadziła cenzurę prasy, blokowała wszelkie formy opozycji i prześladowała protestantów. Po protestach i strajkach w 1957 roku obalono reżim Rojasa Pinilli, 10 maja tego roku złożył on rezygnację tym samym upadła junta kolumbijska. W miejsce dotychczasowego reżimu powstał Front Narodowy; koalicja pomiędzy liberałami a konserwatystami. Rządzili oni do 1978 roku, nie dopuszczając do wyborów żadnej innej partii.
W latach 60., rząd wsparł powstanie grup paramilitarnych, które pod koniec lat 90. przekształciły się w Zjednoczone Siły Samoobrony Kolumbii. Dekret 3398 uchwalony przez Kongres w 1965 roku upoważniał Departament Wojny do uzbrajania grup cywilnych. Dekret wszedł w życie w 1968 roku, a w 1989 roku został uznany przez Sąd Najwyższy za niekonstytucyjny.
Front Narodowy niewątpliwie przyczynił się do stabilizacji politycznej kraju, był to jednak pakt w głównej mierze elit rządzących, które całkowicie zabetonowały scenę polityczną i ograniczyły demokrację. Stanowiące zaprzeczenie pluralizmu rządy pogłębiły jedynie frustrację sił przeciwnych rządzącej oligarchii.

## Konsekwencje
Jedną z konsekwencji konfliktu wewnętrznego w Kolumbii był wzrost przestępczości i bandytyzmu, zwłaszcza na obszarach wiejskich. Niektórzy przywódcy liberalnych oddziałów partyzanckich czy konserwatywnych grup zbrojnych, takich jak Efraín González Téllez, Jacinto Cruz Usma czy Teófilo Rojas Varón, nie zaakceptowali rozejmu i amnestii. Manuel Marulanda w 1964 roku założył partyzantkę FARC.

### Konsekwencje humanitarne
Ze względu na niepełne dane statystyczne, dokładne określenie konsekwencji humanitarnych okresu walk La Violencia jest niemożliwy. Szacuje się, że liczba ofiar śmiertelnych tego okresu wynosi 200–300 tys. osób, 600–800 tys. rannych oraz prawie milion wysiedlonych. La Violencia dotknęła bezpośrednio lub pośrednio ponad 20% ludności Kolumbii. Okres został nazwany La Violencia nie tylko ze względu na liczbę ofiar, lecz także z powodu panującego wówczas okrucieństwa. Niektóre techniki zabójstw i tortur stały się tak powszechne, że nadano im nazwy. Na przykład, „Picaro para tamal”, polegała na cięciu jeszcze żyjących osób, a „bocachuquiar” na wykonaniu setek małych nakłuć do czasu, gdy ofiara wykrwawi się na śmierć. Były dyrektor Rady Bezpieczeństwa Narodowej ds. Gospodarki Międzynarodowej, Norman Bailey mówił o przypadkach krzyżowania, wyrzucania z samolotu czy zabijania niemowląt bagnetami, o zbiorowych gwałtach na ośmiolatkach, usuwaniu nienarodzonych niemowląt przez cesarskie cięcie i zastępowaniu ich kogutem, wyrywaniu skalpów i odcinaniu uszu.

## Interpretacje historyczne
Zakończenie La Violencia nie oznaczało końca przemocy i walk wewnętrznych w Kolumbii. W 1959 roku powstał komunistyczny ruch partyzanckich MOEC. Później narodziły się kolejne organizacje takie jak, Rewolucyjne Siły Zbrojne Kolumbii i Armia Wyzwolenia Narodowego. Rozpoczęły one walkę partyzancką z rządem. Z punktu widzenia żołnierzy Rewolucyjnych Sił Zbrojnych Kolumbii i Kolumbijskiej Partii Komunistycznej, sojusz elit liberalnych i konserwatywnych stanowił ich wspólne dążenie do hegemonii politycznej.

### Teorie spiskowe
Bezpośrednio przed wybuchem walk w społeczeństwie kolumbijskim popularne były teorie spiskowe. Siły polityczne atakowały się wzajemnie określając swoich wrogów jako zdrajców służącym międzynarodowej klice. Lewica malowana była jako uczestnik globalnego spisku judeo-masońskiego, skierowanego przeciwko chrześcijaństwu. W odwecie lewica atakowała prawicę jako agentów nazistowskiej Falangi dążących do obalenia demokracji i przeciwstawnych postępowi. Konserwatyści widzieli w siłach liberalnych rzekomy spisek żydowsko-masoński, w ciągu dwóch lat poprzedzających La Violencia, konserwatyści i duchowni przyjęli pochodzącą z Europy teorię spiskową, przedstawiając Partię Liberalną jako uczestnika spisku antychrześcijańskiego, a liderów partii jako przedstawicieli masonerii. Już po 1942 roku wielu duchownych widziało spisek żydowsko-masoński, w tym okresie poza Kolumbią, jezuici mówili o możliwej autentyczności Protokołów Mędrców Syjonu, podobne tezy znalazły poparcie nie tylko w Kolumbii lecz również m.in. wśród duchownych w USA (przy tej okazji papież Pius XI poprosił nawet jezuitę Johna Lafargne o sporządzenie encykliki skierowanej przeciwko antysemityzmowi i rasizmowi). Rozpowszechnianie zarzutów spisku żydowsko-masońskiego było istotnym elementem działalności politycznej Laureano Gómeza, lidera Partii Konserwatywnej w latach 1932–1953. Jednym z uzasadnień użycia przemocy przez prawicę były informacje o antyklerykalizmie z początku hiszpańskiej wojny domowej. Po morderstwie Gaitán, teorie spiskowe pojawiły się również na lewicy. Liberałowie uważali, że konserwatyści i radykalni duchowni zaangażowali się w spisek z nazistami i falangistami mający zmierzać do przejęcia kontroli nad krajem oraz zachęcają do użycia przemocy wobec lewicy. W ulotkach liberałów w Medellin oskarżeni o udział w zabójstwie Gaitána zostali jezuici. Na początku walk w kraju dochodziło do ataków na zakony, gdyż według części liberałów, zakonnicy mieli przetrzymywać broń. Pomimo wielu teorii, większość liberałów odrzuciła teorie spiskowe o udziale w represjach osób duchownych. Sytuacja, w której oba obozy uznawały istnienie jakiegoś spisku przyczyniło się do zwiększenia wzajemnej wrogości i podejrzliwości.